# Temporada 2010-2011 del Liceu
La temporada 2010-2011 del Liceu.
Fora de la temporada oficial, l'11 de setembre de 2010 va estrenar-s'hi L'home del paraigua, òpera-collage amb text i música de Joan Martínez Colás, sobre la vida de Vicenç Ferrer i Moncho.
| Temporada 2010-2011 del Liceu |                           |                               |                     | |                                                                                         | |                                |
| Òpera                         | Compositor                | Director musical              | Director d'escena   | Papers principals | Segon repartiment                                                                       | Producció | Dates                          |
| Iphigénie en Tauride          | Christoph Willibald Gluck | Jan Michael Horstmann         | Pina Bausch         | Elisabete Matos, Nikolai Schukoff, Christopher Maltmann, Gerd Grochowski, Cécile van de Sant                                                                                                   | Danielle Halbwachs, Norbert Ernst, Markus Eiche, Gerd Grochowski                        | Tanztheater Wuppertal | 4 al 7 de setembre             |
| Carmen                        | Georges Bizet             | Marc Piollet                  | Calixto Bieito      | Béatrice Uria-Monzon, Roberto Alagna, Marina Poplàvskaia, Jossie Perez, Brandon Jovanovich, Neil Shicoff, Maria Bayo                                                                           |                                                                                         | Gran Teatre del Liceu / Teatro Massimo (Palermo) / Teatro Reggio (Torí) | 27 de setembre al 17 d'octubre |
| Lulu                          | Alban Berg                | Michael Boder                 | Olivier Py          | Patricia Petibon, Ashley Holland, Paul Groves, Andreas Hörl, Franz Grundheber, Julia Juon, Silvia de la Muela, Will Hartmann, Robert Wörle, Monique Simon                                      |                                                                                         | Gran Teatre del Liceu/Grand Théâtre de Ginebra | 3 a l'11 de novembre           |
| Into the Little Hill          | George Benjamin           | Franck Ollu                   | John Fulljames      | Susan Bickley, Rebecca Bottone |                                                                                         | Aldeburgh Music/ London Sinfonietta / Royal Opera House (Londres) / The Opera Group                                                                                        | 2 al 3 de desembre Al Foyer    |
| Falstaff                      | Giuseppe Verdi            | Fabio Luisi                   | Peter Stein         | Ambrogio Maestri, Joan Pons, Fiorenza Cedolins, Ludovic Tézier, Maite Alberola, Àngel Òdena |                                                                                         | Welsh National Opera (Cardiff)/Opéra National de Lió | 9 al 12 de desembre            |
| Anna Bolena                   | Gaetano Donizetti         | Andriy Yurkevych              | Rafel Duran         | Edita Gruberova, Maria Pia Piscitelli, Elina Garanča, Josep Bros, Sonia Ganassi, José Manuel Zapata                                                                                            |                                                                                         | | 20 de gener al 5 de març       |
| Parsifal                      | Richard Wagner            | Michael Boder                 | Claus Guth          | Klaus Florian Vogt, Anja Kampe, Alan Held, Hans-Peter König, Christopher Ventris, Evelyn Herlitzius, Boaz Daniel, Eric Halfvarson                                                              |                                                                                         | Gran Teatre del Liceu/Opernhaus de Zúric | 20 de febrer al 12 de març     |
| Cavalleria rusticana          | Pietro Mascagni           | Daniele Callegari             | Liliana Cavani      | Ildikó Komlósi, Ángeles Blancas, Marcello Giordani, Marco di Felice, Luciana D'Intino, Inva Mula, José Cura, Andrzej Dobber                                                                    |                                                                                         | Teatro Comunale di Bologna / Teatro Vincenzo Bellini di Catania | 1 d'abril al 20 d'abril        |
| Pagliacci                     | Ruggero Leoncavallo       | Daniele Callegari             | Liliana Cavani      | Ildikó Komlósi, Ángeles Blancas, Marcello Giordani, Marco di Felice, Luciana D'Intino, Inva Mula, José Cura, Andrzej Dobber                                                                    |                                                                                         | Teatro Comunale di Bologna / Teatro Vincenzo Bellini di Catania | 1 al 20 d'abril                |
| El retablo de Maese Pedro     | Manuel de Falla           | Alfons Reverté                | Enrique Lanz        | Olatz Saitua, Albert Casals, Marc Canturri |                                                                                         | Gran Teatre del Liceu/Teatro Real (Madrid)/Teatro Calderón (Valladolid)/Asociación Bilbaína de Amigos de la Ópera (ABAO)/Teatro de la Maestranza (Sevilla)/Ópera de Oviedo | 16 al 17 d'abril               |
| El caçador furtiu             | Carl Maria von Weber      | Michael Boder / Robert Reimer | Peter Konwitschny   | Christopher Ventris, Lance Ryan, Petra Maria Schnitzer, Ofèlia Sala, Lance Ryan, Bettina Jensen, Elena de la Merced                                                                            | Lauri Vasar, Rolf Haunstein, Bettina Jensen, Albert Dohmen, Lars Woldt, Alex Brendemühl | Hamburgische Staatsoper | 12 al 30 de maig               |
| Ariane et Barbe-Bleue         | Paul Dukas                | Stéphane Denève               | Claus Guth          | Jeanne-Michèle Charbonnet, José van Dam, Patricia Bardon, Gemma Coma-Alabert, Beatriz Jiménez, Elena Copons, Salomé Haller, Alba Valldaura, Pierpaolo Palloni, Xavier Martínez, Dimitar Darlev |                                                                                         | Òpera de Zúric | 18 de juny al 8 de juliol      |
| LByron: un estiu sense estiu  | Agustí Charles            | Martin Lukas Meister          | Alfonso Romero Mora | Lasse Penttinen, Norbert Schmittberg, Gerson Sales, Malte Godglück, Margaret Rose Koenn, Muriel Schwarz                                                                                        |                                                                                         | G T. del Liceu / Staatstheater Darmstadt / Teatros del Canal (Madrid) | 25 al 27 de juny               |